# Shartegosuchus
Shartegosuchus is een geslacht van uitgestorven shartegosuchide Crocodylomorpha. Het is alleen bekend van het holotype PIN 4174/2, de gedeeltelijk misvormde schedel en kaken van een juveniel. Dit exemplaar werd ontdekt in oude meerafzettingen van de Tsagaantsav-formatie uit het Tithonien, in het zuidwesten van Mongolië. De geschatte lengte van de holotypeschedel is veertig millimeter. Dit geslacht was vergelijkbaar met Nominosuchus, en beide zijn toegewezen aan dezelfde familie Shartegosuchidae. 
Shartegosuchus werd in 1988 beschreven door Michail Efimov en de typesoort is Shartegosuchus asperopalatum. De geslachtnaam verwijst naar de Shar Teeg. De soortaanduiding betekent 'nauw verhemelte' in het Latijn.